# John Barbirolli
Giovanni Battista Barbirolli (Londres, 2 de diciembre de 1899-Londres, 29 de julio de 1970), conocido como John Barbirolli o Sir John Barbirolli, fue un director de orquesta y violonchelista británico. Fue marido de la conocida oboísta inglesa Evelyn Rothwell.
A Barbirolli se le relaciona especialmente con la Orquesta Hallé de Mánchester, que dirigió durante cerca de tres décadas y con la que grabó numerosos discos. También fue director titular de la Orquesta Filarmónica de Nueva York y la Orquesta Sinfónica de Houston y mantuvo una estrecha relación con otras muchas orquestas, entre otras la Orquesta Sinfónica de Londres, la Orquesta Filarmónica de Londres, la Orquesta Philharmonia de Londres, la Orquesta Filarmónica de Berlín y la Orquesta Filarmónica de Viena. Se le considera un especialista en la música inglesa, especialmente en compositores como Edward Elgar y Ralph Vaughan Williams. Barbirolli también tiene gran prestigio como intérprete de la música de Gustav Mahler.

## Primeros años 1899-1937
Barbirolli nació en el seno de una familia de origen italiano (por parte de padre) y francés (por el lado materno). Su padre y un tío suyo eran violinistas en orquestas de teatro londinesas, especialmente en la del teatro Empire de Leicester Square: con ella, llegaron a tocar en La Scala de Milán bajo la batuta de Arturo Toscanini. Con estos antecedentes, el joven John estaba destinado a ser un instrumentista de cuerda, a especializarse en la música británica y a amar la ópera italiana.
Barbirolli ganó una beca para estudiar en el Trinity College of Music. Posteriormente completó su formación en la Royal Academy of Music. Reclutado por el ejército británico durante la Primera Guerra Mundial, Barbirolli tiene allí la ocasión de dirigir por primera vez una orquesta formada en su mayoría por músicos voluntarios que se encontraban en el frente. Un año después debuta como solista de violoncelo en el Aeolinan Hall de Londres y en 1919 regresa de nuevo como instrumentista a la Orquesta de Queen´s Hall, que era la Orquesta Sinfónica de Londres, y reanuda sus actuaciones como solista, especialmente en colaboración con la Orquesta Sinfónica de Bournemouth. Ese mismo año participa como integrante de la sección de violoncelos de la London Symphony en el estreno mundial del Concierto para violoncelo de Elgar, dirigido por el propio autor y actuando Felix Salmond como solista.
En los años 20 comenzó a dirigir y formó una orquesta de cámara con la que grabó obras para la National Gramophone Society; entre ellas destaca su versión de Introduction and Allegro de Elgar. La primera gran oportunidad de su vida como director se produce en diciembre de 1927, cuando es llamado a sustituir por enfermedad de última hora a Thomas Beecham al frente de la Sinfónica de Londres. Su efectiva forma de dirigir no pasa desapercibida para nadie y un año después es invitado con asiduidad a dirigir ópera en Londres, tanto en el Covent Garden, donde dirige de 1929 a 1933, como en el Sadler´s Wells.
De 1933 a 1936 dirigió la Royal Scottish National Orchestra en Glasgow.
Barbirolli ganó gran reputación como director y grabó en los años 30 numerosos discos con la Orquesta Sinfónica de Londres y la Filarmónica de Londres: muchos de ellos son conciertos en los que acompaña a grandes intérpretes, como los violinistas Fritz Kreisler y Jascha Heifetz o el pianista Arthur Rubinstein. Estos discos están considerados hoy unos clásicos de la fonografía.
Su carrera como director va cristalizando y en 1933 es nombrado director de la Orquesta Nacional de Escocia y de la Orquesta Sinfónica de Leeds, actuando además como director invitado en numerosas orquestas de Inglaterra y del extranjero. Su reputación adquiere tales cotas que pronto es llamado a dirigir en los EE. UU.

## Director de la Filarmónica de Nueva York (1937-1942)
En 1937 la Orquesta Filarmónica de Nueva York le ofreció el puesto de director. Esto supuso la consagración definitiva de Barbirolli, puesto que sucedía a Arturo Toscanini al frente de una de las mejores orquestas del mundo.
De sus cinco años al frente de la orquesta quedan importantes grabaciones discográficas que dan idea de la altura de Barbirolli como director, pese a que durante su estancia neoyorkina hubo de padecer las críticas negativas de la prensa, especialmente del crítico Olin Downes, gran partidario de Toscanini y detractor de Barbirolli. La rivalidad entre ambos directores se acentuó con la creación de la Orquesta Sinfónica de la NBC de la que Toscanini era director titular. Esta orquesta también estaba instalada en Nueva York y ofrecía salarios mucho más elevados que los de la Filarmónica.

## La orquesta Hallé (1942-1970)

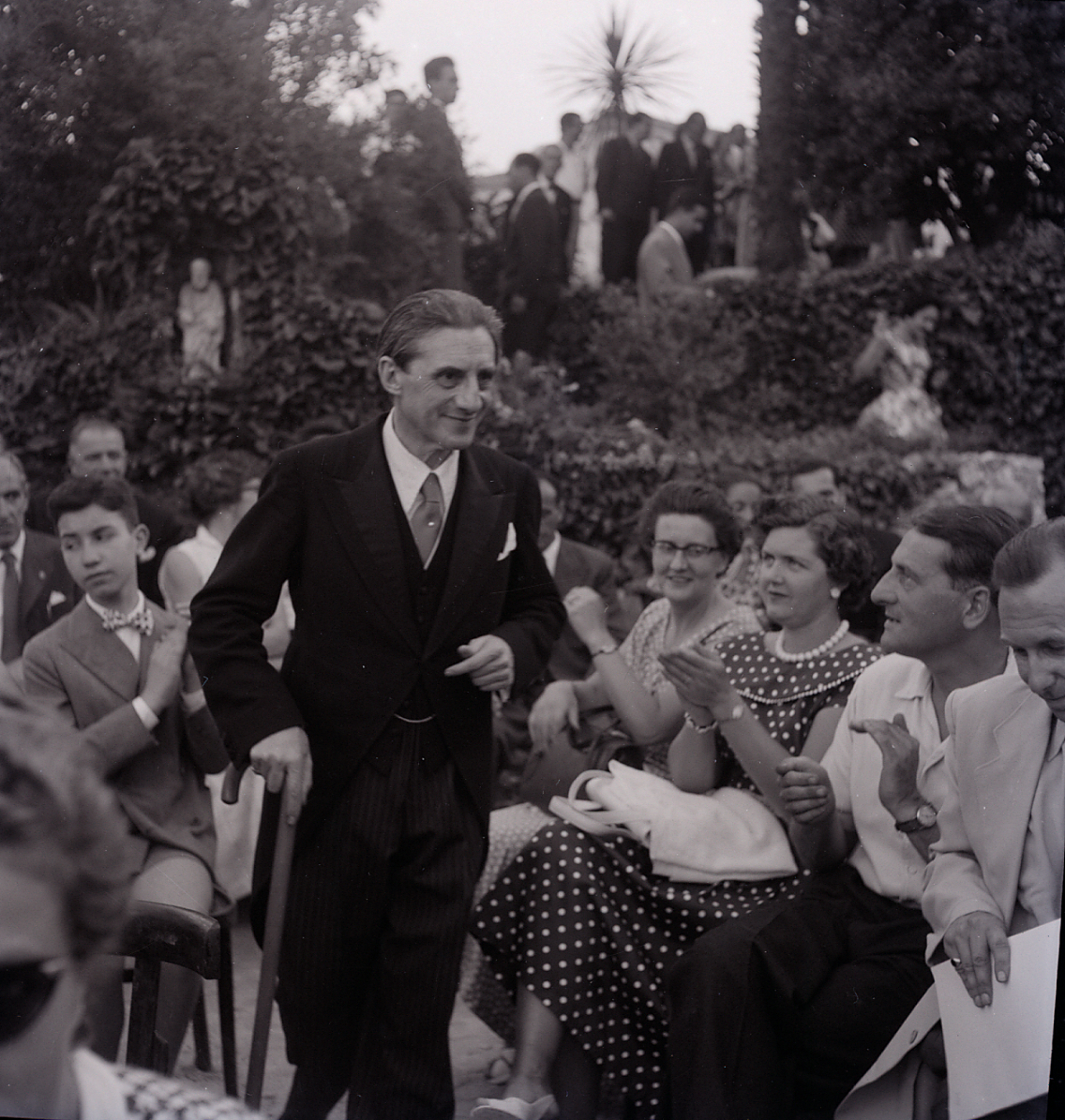
Barbirolli in Ravello, 1960. Foto por Paolo Monti.

En 1942 la Filarmónica de Nueva York ofreció a Barbirolli la renovación de su contrato, pero para ello debía adoptar la nacionalidad estadounidense. Barbirolli no estaba dispuesto a esto. En este momento, la invitación de la Orquesta Hallé de Mánchester para ser su director titular transformó la carrera de Barbirolli.
La orquesta estaba en un momento de crisis, con la mitad de su plantilla tocando también para la BBC. Barbirolli fue recibido como el gran salvador de la orquesta. Consiguió elevar su calidad hasta situarla al nivel de las mejores de su país. En los 27 años en que se mantuvo como titular de dicha agrupación elevó los niveles artísticos de la misma hasta el extremo de situarla por derecho propio entre las mejores formaciones de Inglaterra y de Europa. En 1968 fue nombrado Director Laureado Vitalicio por la institución. Algunas de las grabaciones más memorables de Barbirolli con The Hallé son las de las sinfonías de Jean Sibelius, Arnold Bax y las de Vaughan Williams, realizadas en Mánchester durante la Segunda Guerra Mundial.
El Times escribió sobre las primeras acciones de Barbirolli en la orquesta: «En un par de meses de audiciones interminables, reconstruyó la Hallé, aceptando a cualquier buen intérprete, independientemente de su formación musical; se encontró con una primera flauta colegial, una maestra de corno, y varios músicos de metal reclutados de bandas militares y de metales en el área de Manchester ... El primer concierto de la renacida Hallé de alguna manera estuvo a la altura de la gran reputación de la Hallé». The Musical Times también señaló: «Desde sus primeros días con la orquesta fue el tono de la cuerda lo que que merecía atención y respeto inmediatos. Había una intensidad ardiente y una calidez resplandeciente que proclamaba al entrenador de cuerdas nato». Barbirolli conservó su reputación de entrenar orquestas: después de su muerte, uno de sus ex intérpretes comentó: «Si quisieras tener experiencia orquestal, estarías listo de por vida, comenzando en la Hallé con John Barbirolli». Más tarde, los críticos, el público y los músicos de Europa y Estados Unidos comentaron sobre la mejora en la interpretación de sus orquestas cuando Barbirolli estaba a cargo. Posteriormente amplió sus habilidades docentes en la Royal Academy of Music, donde se hizo cargo de la orquesta de estudiantes desde 1961.
Barbirolli rechazó las invitaciones para asumir puestos de dirección más prestigiosos y lucrativos. Poco después de hacerse cargo de la Hallé, recibió una oferta de los patrocinadores de un ambicioso plan que lo habría puesto a cargo de la Orquesta Sinfónica de Londres, ya principios de la década de 1950 la BBC buscó reclutarlo para la Orquesta Sinfónica de la BBC. También a principios de la década de 1950, el director de la Royal Opera House, David Webster, quería que se convirtiera en el director musical allí. Barbirolli dirigió seis óperas para Webster, Turandot, Aida, Orfeo ed Euridice, Tristan und Isolde, La bohème y Madama Butterfly, 1951–53. Su biógrafo Charles Reid escribió: «Su reino de Manchester era un reino de hecho. No estaba esposado ni animado en su elección de programas. Hablando en términos generales, solo dirige lo que ama ... Su reino se aproxima al paraíso de un director de orquesta». Sin embargo, en 1958, después de construir la orquesta y realizar giras continuas, dirigiendo hasta 75 conciertos al año, dispuso un horario menos oneroso, lo que le permitió tener más tiempo para presentarse como director invitado con otras orquestas. También apareció en la Ópera de Viena y en la Ópera de Roma, donde dirigió Aida en 1969. En 1960 aceptó una invitación para suceder a Leopold Stokowski como director titular de la Orquesta Sinfónica de Houston en Texas, cargo que ocupó hasta 1967, donde realizó un total anual de 12 semanas allí a principios de primavera y finales de otoño entre compromisos con la Hallé. En 1961 comenzó una asociación regular con la Orquesta Filarmónica de Berlín, que duró el resto de su vida.

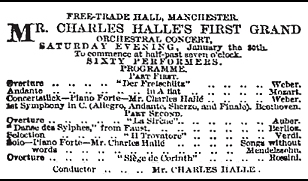
El primer programa de la Hallé (1858) replicado por Barbirolli y la orquesta cien años después

A partir de 1953, Barbirolli y Hallé aparecieron regularmente en los conciertos Henry Wood Promenade en el Royal Albert Hall de Londres. Además de obras importantes del repertorio convencional, ofrecieron un concierto anual de música de compositores vieneses, incluidos Franz Lehár y Johann Strauss, que, al igual que las noches anuales Gilbert y Sullivan de Sir Malcolm Sargent, se convirtió rápidamente en un firme favorito entre los proms. En un concierto de los proms de 1958, Barbirolli y la Hallé tocaron una réplica del primer concierto de Charles Hallé con la orquesta en 1858.
El interés de Barbirolli por la nueva música se desvaneció en los años de la posguerra, pero él y la Hallé aparecieron regularmente en el Festival de Cheltenham, donde estrenó nuevas obras de un estilo mayoritariamente tradicional de William Alwyn, Richard Arnell, Arthur Benjamin, Peter Racine Fricker, Gordon Jacob, Alan Rawsthorne, Kenneth Leighton y otros. Para su centésimo aniversario en 1958, Hallé encargó varias obras nuevas, incluido el virtuoso divertimento Partita de Walton. Barbirolli se concentró cada vez más en su repertorio básico de los clásicos sinfónicos estándar, las obras de compositores ingleses y la música tardo-romántica, en particular la de Mahler. En la década de 1960 realizó una serie de giras internacionales con la Philharmonia (Latinoamérica, 1963), la BBC Symphony Orchestra (Checoslovaquia, Polonia y URSS, 1967) y la Hallé (Latinoamérica y West Indies, 1968). Para él, fue una decepción duradera que nunca fuera posible llevar a la Hallé de gira por los Estados Unidos.
En 1968, después de 25 años con Hallé, Barbirolli se retiró de la dirección principal; ningún sucesor fue designado en su vida. Fue nombrado Director Laureado de la orquesta. Redujo el número de sus apariciones con la Hallé, pero sin embargo la llevó a otra gira europea en 1968, esta vez a Suiza, Austria y Alemania.

## Últimos conciertos
Los dos últimos conciertos de Barbirolli tuvieron lugar en 1970, en la St Nicholas Chapel de King's Lynn, durante el Festival musical que se celebraba allí. En el primero de ellos, pese a su mala salud, interpretó brillantemente un programa con obras de Elgar (la Sinfonía nº 1 y Sea Pictures). En su último concierto (el sábado anterior a su muerte) dirigió la Sinfonía nº 7 de Beethoven. Tres días después se encuentra ensayando con la New Philharmonia el programa que debería llevar con la misma de gira por Japón. Unas horas después de concluir el ensayo, el 29 de julio de 1970, Barbirolli cae fulminado por una aguda crisis cardíaca.

## Repertorio y estilo

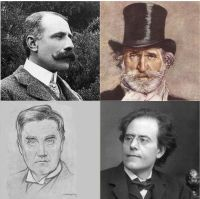
Edward Elgar (arriba a la izq.), Giuseppe Verdi (arriba a la der.), Ralph Vaughan Williams (abajo a la izq.) y Gustav Mahler, cuya música fue central para el repertorio de John Barbirolli.

Barbirolli destacó especialmente en la interpretación de la música de Elgar, Ralph Vaughan Williams y Gustav Mahler. También fue un extraordinario intérprete de las obras de Franz Schubert, Beethoven, Jean Sibelius, Giuseppe Verdi y Giacomo Puccini. Siempre se preocupó por apoyar a los nuevos compositores británicos y su labor (junto a la de otros directores como Adrian Boult y Henry Wood) fue decisiva para la difusión del nuevo repertorio británico. De hecho, Vaughan Williams usaba el sobrenombre de Glorious John («Glorioso John») para referirse a Barbirolli.
El repertorio de Barbirolli no fue tan amplio como el de muchos de sus colegas porque insistió en una preparación exhaustiva para cualquier trabajo que realizara. A su colega Sir Adrian Boult le gustaba y admiraba a Barbirolli, pero se burlaba de él por su meticulosidad: «No todos podemos ser como tú y pasar meses estudiando estas cosas y luego tener días de ensayos antes de interpretarlas. Para algunos de nosotros son solo eventos deportivos». Barbirolli se sorprendió por tal ligereza. Su enfoque fue ilustrado por el cuidado que puso en las sinfonías de Mahler. Su biógrafo Michael Kennedy comentó, «es irónico que el esfuerzo de componer las sinfonías acortara la vida de Mahler; interpretarlas sin duda ejerció una enorme presión sobre Barbirolli en su última década». Descubrió que dominar una sinfonía de Mahler le llevó entre 18 meses y dos años, y pasaba horas afinanando meticulosamente todas las partes de las cuerdas en preparación para sus actuaciones. Su primera interpretación de la Novena de Mahler tomó casi 50 horas de ensayo.

### Antes de la guerra
Desde casi el comienzo de su carrera, Barbirolli fue un artista de grabación frecuente. Como joven violonchelista grabó cuatro discos para Edison Bell en 1911, con el acompañamiento de piano de su hermana Rosa, y como parte de los cuartetos de cuerda de Kutcher and the Music Society grabó música de Mozart, Purcell, Vaughan Williams y otros en 1925 y 1926. Como director, comenzó a grabar en 1927 para la National Gramophonic Society (una rama de The Gramophone). Entre sus registros de ese período se encuentra el primero que se hizo de Introducción y Allegro para cuerdas de Elgar. Al escucharlo, el compositor dijo: «Nunca me había dado cuenta de que era una obra tan grandiosa». Elgar, a pesar de una extensa discografía como director, nunca grabó la obra él mismo, y algunos han especulado que «la amplitud, nobleza y poesía lírica» de la interpretación de Barbirolli dejó al compositor poco dispuesto a competir. En 1928 Barbirolli realizó algunas grabaciones para el sello Edison Bell. El mismo año, comenzó su larga asociación con el sello His Master's Voice (HMV). Inmediatamente después del concierto de la LSO en el que había reemplazado a Beecham, Fred Gaisberg, el productor principal de grabación de HMV, se acercó a él y lo contrató para su compañía poco después. Un colega HMV de Gaisberg describió a Barbirolli como «un tesoro», porque «podía acompañar a Chaliapin sin provocar un alboroto y ganar opiniones de oro de Jascha Heifetz, Artur Rubinstein, Fritz Kreisler y Pau Casals».
Muchas de las grabaciones de Barbirolli antes de la guerra para HMV eran de conciertos. Su reputación como acompañante tendió a oscurecer su talento como director sinfónico, y más tarde, sus detractores en Nueva York «lo condenaron con leves elogios al exaltar sus poderes como acompañante y luego insinuar que eso era todo». Barbirolli se volvió muy sensible en este punto, y durante muchos años después de la guerra se mostró reacio a acompañar a nadie en el estudio de grabación. Entre sus primeros discos de HMV se encuentran obras, principalmente conciertos, de Brahms, Bruch, Chopin, Dvořák, Glazunov, Mendelssohn, Mozart, Schumann, Sibelius, Chaikovski y Vieuxtemps. A partir de la década de 1990, se han editado en CD grabaciones de archivo de los primeros conciertos de Barbirolli en Nueva York. Kennedy escribió en 2004 que «prueban que la orquesta tocó magníficamente para él y que las críticas contra él fueron en gran parte injustificadas». Las grabaciones de este período incluyen sinfonías de Beethoven, Mendelssohn, Mozart, Schubert, Schumann, Sibelius y Chaikovski, y otra música orquestal de Berlioz, Debussy, Menotti, Purcell, Ravel, Respighi y Rimski-Kórsakov.

### A partir de 1943
A los seis meses de su regreso a Gran Bretaña en 1943, Barbirolli reanudó su contrato con HMV, dirigiendo la Hallé en la Tercera Sinfonía de Bax y la Quinta de Vaughan Williams, seguido de obras de una amplia gama de compositores desde Corelli hasta Stravinsky. En 1955 firmó un contrato con Pye Records, con quien él y la Hallé grabaron un amplio repertorio, y realizaron sus primeras grabaciones estereofónicas. Estos registros fueron distribuidos en los Estados Unidos por Vanguard Records. Se formó una empresa, llamada Pye-Barbirolli, de la que él era director: el arreglo se diseñó para garantizar una asociación equitativa entre la empresa y los músicos. Hicieron muchas grabaciones, incluidas sinfonías de Beethoven, Dvořák, Elgar, Mozart, Nielsen, Sibelius, Mahler, Chaikovski y Vaughan Williams, así como algunos conciertos, piezas orquestales breves y extractos de ópera.
En 1962, HMV convenció a Barbirolli de que regresara. Con la Hallé grabó un ciclo sinfónico de Sibelius, la segunda sinfonía de Elgar, Falstaff y El sueño de Gerontius, la novena sinfonía de Schubert, la sinfonía Londres de Vaughan Williams y obras de Grieg y Delius. Con otras orquestas, Barbirolli grabó una amplia gama de su repertorio, incluidas muchas grabaciones que aún están en los catálogos en 2021. De estas, sus grabaciones de Elgar incluyen el Concierto para violonchelo con Jacqueline du Pré, Sea Pictures con Janet Baker y música orquestal, incluida la Primera Sinfonía, Enigma Variations y muchas de las obras más breves. Sus grabaciones de Mahler incluyen la Quinta y Sexta Sinfonías (con la Nueva Filarmónica) y la Novena Sinfonía (con la Filarmónica de Berlín). Con la Filarmónica de Viena grabó un ciclo sinfónico de Brahms, y con Daniel Barenboim, los dos Conciertos para piano de Brahms. Realizó tres grabaciones operísticas para HMV: Dido y Aeneas de Purcell con Victoria de los Ángeles (1966), Otello de Verdi con James McCracken, Gwyneth Jones y Dietrich Fischer-Dieskau (1969), y Madama Butterfly con Renata Scotto, Carlo Bergonzi y la Ópera de Roma que ha permanecido en los catálogos desde su aparición en 1967. El impacto de la última fue tal que el director de la Ópera de Roma lo invitó a que viniera y dirigiera «cualquier ópera que quisiera con tantos ensayos como desee». HMV planeaba grabar Die Meistersinger con Barbirolli en Dresde en 1970, pero tras la invasión de Checoslovaquia por el Pacto de Varsovia en 1968, se negó a actuar en el bloque soviético, y su lugar fue ocupado por Herbert von Karajan.

### Estilo
El director británico de raíces latinas fue una personalidad peculiar e independiente de la tradición interpretativa británica marcada por Sir Thomas Beecham o Adrian Boult — e incluso de la moderna, seguida por Sir Colin Davis o Simon Rattle — que muestra un tono más moderado. Barbirolli fue en su juventud un director temperamental que fue volviéndose melancólico y reposado durante su espléndida madurez. Sus versiones de los románticos alemanes eran tan cuidadosas como heroicas, dotadas de una profundidad y temperamento que en nada tenía que envidiar a las de los grandes nombres de la interpretación germana. Según algunos de los antiguos profesores de la Orquesta Hallé, Barbirolli pulía hasta la extenuación ciertos pasajes durante los ensayos para posteriormente, en pleno concierto, atacar de una manera radicalmente distinta dichos pasajes. Fue uno de los pocos directores cuya última palabra se dictaba durante el transcurso del concierto, incluso aunque el programa a ejecutar fuera la repetición del ofrecido el día anterior. Estas características sirvieron para definir a Barbirolli como uno de los directores más emotivos del mundo musical. Tuvo la virtud de unir en su persona la mesura del temperamento inglés y el apasionamiento del espíritu mediterráneo. Según testigos presenciales, producía escalofrío contemplar a aquel hombre de baja estatura y aspecto enfermizo tambalearse como una hoja ante la orquesta y, sin embargo, ser capaz de producir sonoridades monumentales sin descuidar lo más mínimo la textura orquestal. Cualquier leve detalle instrumental que el compositor hubiera dejado en la partitura era expuesto con milimétrica exactitud por su batuta. Pero su manera de dirigir, con los brazos muy sueltos, podía causar cierta sorpresa en los auditorios que lo descubrían por primera vez. 

## Obras estrenadas por Barbirolli (selección)
- Benjamin Britten, Concierto para violín, con Antonio Brosa como solista y la Orquesta Filarmónica de Nueva York. Carnegie Hall, Nueva York, 28 de marzo de 1940.
- Benjamin Britten, Sinfonia da Requiem, Orquesta Filarmónica de Nueva York. Carnegie Hall, Nueva York, 30 de marzo de 1941.
- Vaughan Williams, Sinfonía Antartica, The Hallé, Manchester, 1953.
- Vaughan Williams, Sinfonía nº 8, 1956.

## Barbirolli violonchelista
John Barbirolli fue un buen solista de violonchelo. Formaba parte de la sección de violonchelos de la Orquesta Sinfónica de Londres el día del estreno mundial del Concierto para violonchelo y orquesta de Edward Elgar, que tuvo lugar el 27 de octubre de 1919 en el Queen's Hall de Londres, con Felix Salmond como solista y el propio compositor como director. Posteriormente, Barbirolli tocó como solista este concierto con la Orquesta de Bournemouth, dirigido por sir Dan Godfrey.

## Curiosidades
Fue nombrado caballero (knight) en 1949 e ingresó en la Orden de los Companions of Honour en 1969.
Su primer matrimonio fue con la cantante Marjorie Parry. Su segunda y definitiva boda (desde 1939 hasta su muerte) fue con la oboísta británica Evelyn Rothwell, quien llegó a recibir el título de Lady Barbirolli.
En la Royal Academy of Music se conserva la Sir John Barbirolli Collection con fotografías y recuerdos personales del director.
En Mánchester hay una plaza denominada Barbirolli Square en su honor, con una estatua del director de Byron Howard (2000). En esta plaza está el Bridgewater Hall, una sala de conciertos.
La sala principal de la St. Clement Danes Grammar School de Londres, escuela en la que estudió Barbirolli, recibe hoy el nombre de Barbirolli Hall.
Una placa recuerda desde mayo de 1993 en Southampton Row, Holborn, Londres, el nacimiento allí de Barbirolli.

## Discografía parcial
- Concierto para violín de Beethoven, acompañando a Fritz Kreisler y dirigiendo la Filarmónica de Londres (OPUS KURA 2047)
- Concierto n.º 4 para piano de Beethoven, acompañando a Josef Hofmann y dirigiendo la Filarmónica de Nueva York (MARSTON 52014)
- Obertura de El corsario de Berlioz, dirigiendo la Sinfónica de la BBC (BBC LEGENDS 4401)
- Concierto para piano n.º 1 de Brahms, acompañando a Barenboim y dirigiendo la New Philharmonia (EMI 76939)
- Concierto para piano n.º 2 de Brahms, acompañando a Barenboim y dirigiendo la New Philharmonia (EMI 76939)
- Concierto para violín de Brahms, acompañando a Fritz Kreisler y dirigiendo la Filarmónica de Londres (OPUS KURA 2048)
- Sinfonía n.º 2 de Brahms, dirigiendo la Filarmónica de Munich (LIVING STAGE 1084)
- Concierto para piano n.º 1 de Chaikovski, acompañando a Arhur Rubinstein y dirigiendo la Sinfónica de Londres (LIVING ERA 8550)
- Concierto para violín de Chaikovski, acompañando a Jascha Heifetz y dirigiendo la Filarmónica de Londres (EMI 64030)
- Concierto para piano n.º 1 de Chopin, acompañando a Arthur Rubinstein y dirigiendo la Sinfónica de Londres (EMI 55334)

- Concierto para piano n.º 2 de Chopin, acompañando a Alfred Cortot y dirigiendo la Orquesta de la Sociedad del Conservatorio de París (PEARL 9491)
- Debussy: La Mer - The Bucharest Philharmonic Orchestra/Sir John Barbirolli, Saland

- Walk to the Paradise Garden de Delius, dirigiendo la Sinfónica de Londres (EMI 379983)
- Delius: Orchestral Works - London Symphony Orchestra/Sir John Barbirolli, Warner/EMI
- Dvorak: Symphony n.º 9 in E Minor, Op. 95 "New World Symphony" - Hallé Orchestra/Sir John Barbirolli, Harrison James

- Elgar: Cello Concerto/Sea Pictures - Jacqueline du Pré/Dame Janet Baker/Sir John Barbirolli, 1965 EMI/Warner
- Elgar: Symphony n.º 1 in A Flat, Cockaigne Overture - Sir John Barbirolli/Philharmonia Orchestra, Warner/EMI
- Elgar: The Dream of Gerontius - Sir John Barbirolli, 1965 Warner/EMI

- English String Music - Sir John Barbirolli, EMI

- Peer Gynt de Grieg, acompañando a Clarck y Armstrong y dirigiendo la Orquesta Hallé (EMI 62513)
- Concierto para violoncelo n.º 2 de Haydn, acompañando a Jacqueline du Pré y dirigiendo la Sinfónica de Londres (EMI 586597);
- Mahler: Symphony n.º 5 - Sir John Barbirolli/New Philharmonia Orchestra, 1970 Warner/EMI
- Mahler: Symphony n.º 6/R. Strauss: Metamorphosen - Sir John Barbirolli/New Philharmonia Orchestra, 1968 Warner/EMI
- Mahler: Symphony n.º 9 - Sir John Barbirolli/Berliner Philharmonisches Orchester, 1964 EMI/Warner Great Recordings of the Century
- Mahler: Kindertotenlieder/5 Rückertlieder/Lieder eines fahrenden Gesellen - Dame Janet Baker/Sir John Barbirolli, Warner/EMI
- Concierto para violín n.º 4 de Mozart, acompañando a Fritz Kreisler y dirigiendo la Filarmónica de Londres (EMI)
- Concierto para piano nº22 de Mozart, acompañando a Edwin Fischer y dirigiendo la John Barbirolli Chamber Orchestra (PEARL 42)
- Madama Butterfly de Puccini, acompañando a Scotto, Bergonzi, Di Stasio y Panerai, y dirigiendo la Orquesta del Teatro Real de Roma (EMI 567885)
- Concierto para piano n.º 3 de Rajmáninov, acompañando a Horowitz y dirigiendo la Filarmónica de Nueva York (APPIAN 5519)
- Shéhérezade de Ravel, acompañando a Janet Baker y dirigiendo la New Philharmonia (EMI 68667);
- Ravel: Boléro - Hallé Orchestra/Sir John Barbirolli, Legacy
- Jascha Heifetz plays Chaikovski, Mozart and Glazunov - London Philharmonic Orchestra/Jascha Heifetz/Sir John Barbirolli, HHO
- Puccini: Madama Butterfly - Anna Di Stasio/Carlo Bergonzi/Coro e Orchestra del Teatro dell'Opera di Roma/Piero De Palma/Renata Scotto/Rolando Panerai/Silvana Padoan/Sir John Barbirolli, 1967 EMI Great Recordings of the Century
- Purcell: Dido and Aeneas - Sir John Barbirolli/Victoria de los Angeles/Peter Glossop/Heather Harper/Patricia Johnson/English Chamber Orchestra, 1965 EMI/Warner
- Verdi: Otello - Sir John Barbirolli/James McCracken/Gwyneth Jones/Dietrich Fischer-Dieskau/Ambrosian Opera Chorus/New Philharmonia Orchestra, 1969 EMI
- Sibelius: The Complete Symphonies, tone poems - Sir John Barbirolli, Warner
- Concierto para violoncelo de Schumann, acompañando a Gregor Piatigorski y dirigiendo la Filarmónica de Londres (TESTAMENT 1371)
- Concierto para violín de Schumann, acompañando a Yehudi Menuhim y dirigiendo la Filarmónica de Nueva York (BIDDULPH 80)
- Bax, Delius & Ireland - Hallé Orchestra/London Symphony Orchestra/Sir John Barbirolli, EMI Great Recordings of the Century
- A. Schoenberg & R. Strauss: Orchestral Works - New Philharmonia Orchestra/Sir John Barbirolli, 1968 EMI/Warner
- Vaughan Williams: A London Symphony/Ireland: A London Overture - Sir John Barbirolli, Warner/EMI
- Fantasía sobre Greensleeves de Vaughan Williams, dirigiendo la Sinfonia of London Orchestra (EMI 67264)
- Sinfonía n.º 1 de Vaughan Williams (LA VOZ DE SU AMO)
- Sinfonía n.º 8 de Vaughan Williams, dirigiendo la Orquesta Hallé (BBC LEGENDS 4100)
- Concierto para tuba de Vaughan Williams, acompañando a Philip Catelinet y dirigiendo la Sinfónica de Londres (EMI 06636)
- Verdi: Otello - Sir John Barbirolli/James McCracken/Gwyneth Jones/Dietrich Fischer-Dieskau/Ambrosian Opera Chorus/New Philharmonia Orchestra, 1969 EMI
- Concierto para violín n.º 4 de Vieuxtemps, acompañando a Jascha Heifetz y dirigiendo a la Filarmónica de Londres (EMI 64251)
- Partita para orquesta de Walton, dirigiendo la Orquesta Hallé (BBC LEGENDS 4401)